# Campylocera partitigena
Campylocera partitigena är en tvåvingeart som beskrevs av Günther Enderlein 1942. Campylocera partitigena ingår i släktet Campylocera och familjen Pyrgotidae. Inga underarter finns listade i Catalogue of Life.